# 2000 A.D. (film)
Pour les articles homonymes, voir 2000 A.D..
Pour plus de détails, voir Fiche technique et Distribution.
2000 A.D. (公元 ２０００, Gongyuan 2000 nian) est un film hong-kongais réalisé par Gordon Chan, sorti en 2000.

## Synopsis
Peter assiste impuissant au meurtre de son frère, soupçonné d'espionnage informatique. Il se lance à la recherche des tueurs et découvre que la CIA et la police de Hong Kong sont impliquées. Pris au milieu d'une bataille que se livrent terroristes internationaux et services secrets, il devient un témoin à éliminer.

## Fiche technique
- Titre : 2000 A.D.
- Titre original : 公元 ２０００ (Gongyuan 2000 nian)
- Réalisation : Gordon Chan
- Scénario : Gordon Chan et Stu Zicherman
- Production : Benny Chan, John Chong, David Leong, Solon So, Fiona Lee et Amy Tay
- Musique : Shigeru Umebayashi
- Photographie : Arthur Wong
- Montage : Chan Ki-hop
- Direction artistique : James Leung
- Costumes : Bruce Yu
- Pays d'origine : Hong Kong
- Langue : cantonais
- Format : Couleurs - 1,85:1 - Dolby Digital - 35 mm
- Genre : Action
- Durée : 100 minutes
- Date de sortie : 27 janvier 2000 (Malaisie)

## Distribution
- Aaron Kwok : Peter Li
- Phyllis Quek : Salina
- James Lye : Eric Ong
- Daniel Wu : Benny
- Gigi Choi : Janet
- Hoi Lin : Kelvin Wong
- Ray Lui : Greg Li
- Francis Ng : Ronald Ng
- Ken Lo : Bobby
- Cynthia Koh : Theresa
- Keagan Kang : Villian

## Autour du film
- Le tournage s'est déroulé à Hong Kong et Singapour.
- La chanson Unprecendented est interprétée par Aaron Kwok.

## Récompenses
- Prix du meilleur second rôle masculin (Francis Ng), lors des Golden Bauhinia Awards 2001.
- Prix du meilleur second rôle masculin (Francis Ng), lors des Hong Kong Film Awards 2001.
- Prix du meilleur acteur (Francis Ng), lors des Hong Kong Film Critics Society Awards 2001.